# Petrovitzius tesari
Petrovitzius tesari is een keversoort uit de familie bladsprietkevers (Scarabaeidae). De wetenschappelijke naam van de soort is voor het eerst geldig gepubliceerd in 1986 door Rakovic.